# Bonneval, Savoie
Bonneval là một xã thuộc tỉnh Savoie trong vùng Rhône-Alpes ở đông nam nước Pháp. Xã này nằm ở khu vực có độ cao từ 417-2493 mét trên mực nước biển.